# Red One
Red One és una pel·lícula de comèdia d'acció i aventures estatunidenca del 2024 dirigida per Jake Kasdan i escrita per Chris Morgan, a partir d'una història original de Hiram Garcia. És protagonitzada per Dwayne Johnson, Chris Evans, Lucy Liu, JK Simmons, Kiernan Shipka, Bonnie Hunt, Nick Kroll, Kristofer Hivju i Wesley Kimmel. A la pel·lícula, Callum Drift (Johnson), el cap de seguretat del Pol Nord, fa equip amb el pirata informàtic Jack O'Malley (Evans) per localitzar un Pare Noel (Simmons) que ha estat segrestat la vigília de Nadal. S'ha subtitulat al català.
Produïda per Amazon MGM Studios, Seven Bucks Productions, Chris Morgan Productions i The Detective Agency, Red One es va plantejar com el primer film d'una franquícia de pel·lícules d'acció de temàtica nadalenca. El rodatge principal va començar l'octubre de 2022 i va concloure el febrer de 2023, amb llocs de rodatge com Atlanta.
Red One es va estrenar internacionalment per Warner Bros. Pictures el 6 de novembre de 2024 i als Estats Units per Metro-Goldwyn-Mayer el 15 de novembre. La pel·lícula només va recaptar 168 milions de dòlars a tot el món amb un pressupost d'uns 200-250 milions de dòlars. Va rebre majoritàriament crítiques negatives.